# 上郷村 (岩手県)
上郷村（かみごうむら）は、1954年（昭和29年）まで岩手県上閉伊郡にあった村。現在の遠野市上郷町板沢・上郷町佐比内・上郷町平倉・上郷町平野原・上郷町細越・上郷町来内にあたる。

## 沿革
- 1889年（明治22年）4月1日 - 町村制施行にともない、板沢村・佐比内村・平倉村・平野原村・細越村・来内村の計6か村が合併して西閉伊郡上郷村が発足。
- 1897年（明治30年）4月1日 - 郡の統合により西閉伊郡と南閉伊郡が合併して上閉伊郡が発足[1]。上閉伊郡上郷村となる。
- 1954年（昭和29年）12月1日 - 遠野町・青笹村・綾織村・小友村・附馬牛村・土淵村・松崎村と合併し、遠野市となる。

## 行政

### 歴代村長
| 代 | 氏名         | 就任                      | 退任                       | 備考 |
| -- | ------------ | ------------------------- | -------------------------- | ---- |
| 1  | 鵜飼興孝     | 1889年（明治22年）6月8日  | 1893年（明治26年）6月7日   |      |
| 2  | 遊田研吉     | 1893年（明治26年）6月8日  | 1897年（明治30年）6月7日   |      |
| 3  | 小時田金蔵   | 1897年（明治30年）6月8日  | 1900年（明治33年）4月10日  |      |
| 4  | 小原藤一郎   | 1900年（明治33年）4月11日 | 1910年（明治43年）9月10日  |      |
| 5  | 柏葉富次郎   | 1910年（明治43年）9月12日 | 1912年（明治45年）5月8日   |      |
| 6  | 佐々木三和吉 | 1912年（明治45年）5月9日  | 1920年（大正9年）7月8日    |      |
| 7  | 荻野佑次郎   | 1920年（大正9年）7月9日   | 1924年（大正13年）3月31日  |      |
| 8  | 佐々木三和吉 | 1924年（大正13年）4月29日 | 1946年（昭和21年）2月17日  | 再任 |
| 9  | 荻野佑次郎   | 1947年（昭和22年）4月17日 | 1951年（昭和26年）4月16日  | 再任 |
| 10 | 佐々木長福   | 1951年（昭和26年）4月17日 | 1954年（昭和29年）11月30日 |      |

## 交通

### 鉄道
- 国鉄釜石線：岩手上郷駅 - 平倉駅 - 足ケ瀬駅

## 施設
- 平倉観音